# Histoire de Séville
 (mai 2024).
Si vous disposez d'ouvrages ou d'articles de référence ou si vous connaissez des sites web de qualité traitant du thème abordé ici, merci de compléter l'article en donnant les références utiles à sa vérifiabilité et en les liant à la section « Notes et références ».
La ville espagnole de Séville occupe depuis l'époque romaine une place privilégiée dans l'histoire de la péninsule Ibérique. Elle ne cessa en effet jamais de jouer un rôle de premier ordre sur la scène politique, militaire, commerciale et culturelle : point stratégique sur le Guadalquivir, ville de saint Isidore, centre culturel brillant d'al-Andalus, point d'orgue de la Reconquista, siège régulier de la cour sous Alphonse X de Castille et ses successeurs, plaque tournante du commerce avec les Amériques… Le riche patrimoine que la ville conserve est le témoignage tangible d'un passé prestigieux.

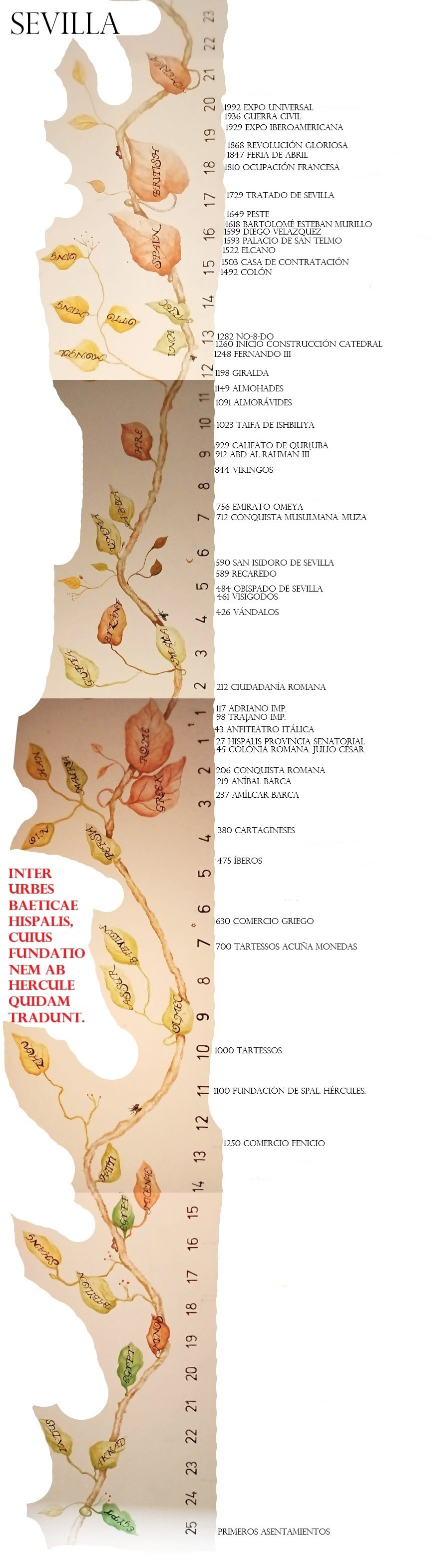
Historia de Sevilla

## Antiquité

### Avant la conquête romaine
La ville de Séville est, à l’instar de nombreuses cités d’importance, née au bord d’un grand fleuve, le Guadalquivir, dont le cours a évolué au cours des siècles. Les fondateurs de la cité primitive se sont établis au fond de l’estuaire du fleuve, qui est demeuré durant des centaines d’années accessible aux navires de la mer.

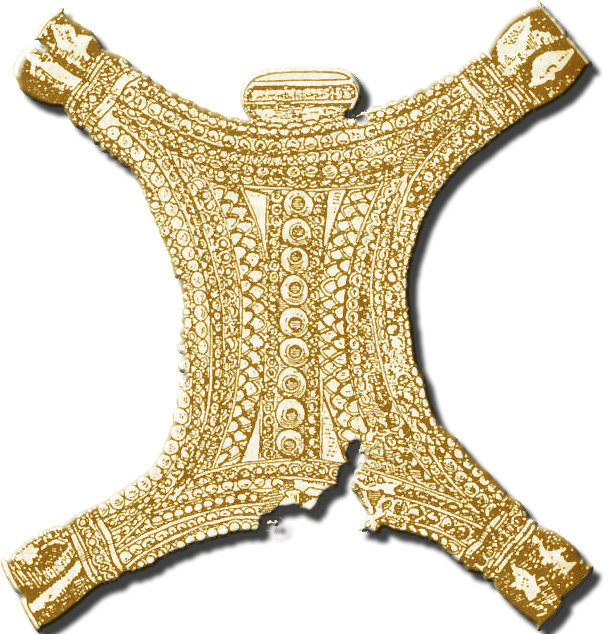
Reproduction d'une des pièces du trésor du Carambolo.

Selon la légende, la cité fut fondée par les Tartessiens autour du VIIIe siècle av. J.-C., sous le nom de Ispal ou Spal (selon les sources latines), mais ses origines restent très mal connues. Les recherches archéologiques menées durant les dernières décennies, notamment par Juan de Mata Carriazo y Arroquia et Juan Manuel Campos Carrasco, ont permis d’établir une chronologie des installations humaines et d’envisager leur morphologie. Des sondages ont révélé la présence de plusieurs niveaux de peuplement au centre de la vieille ville, dans la zone de la Cuesta del Rosario, située sur un petit monticule de 14 à 17 mètres d’altitude. Le site, d’une dizaine d’hectares, a révélé des vestiges de constructions, dont les plus profonds semblent remonter à l’époque tartessienne, à la charnière entre l’âge du bronze et l’âge du fer, laissant supposer que la cité constituait une importante agglomération au milieu du Ier millénaire av. J.-C.
Les niveaux supérieurs du gisement archéologique montrent des traces d’occupation humaine à l’époque ibérique, entre les VIe et IVe siècles av. J.-C. Y ont également été détectées des traces d’incendie, témoignages probables d’une destruction au moins partielle de la ville vers la fin du IIIe siècle (sans doute au moment de la deuxième guerre punique).

D’autres fouilles ont été organisées aux alentours immédiats de Séville. Les archéologues ont pu mettre au jour des établissements d'origine tartessienne et confirmer la présence des Phéniciens et des Grecs dans la région au cours de la deuxième moitié du Ier millénaire av. J.-C. À 3 km à l’ouest, sur la rive gauche du Guadalquivir, à Camas, le site du Carambolo a été le théâtre d’importantes découvertes. En plus d’un riche trésor, des vases phéniciens ainsi que des amphores ont été exhumées, démontrant ainsi l’existence de relations commerciales entre la région et le Proche-Orient. Le site du Cerro Macareno, à 9 km au nord de Séville, a révélé la présence d’objets locaux, mais également d’amphores et de céramiques grecques. Ces trouvailles ont confirmé la réalité des échanges avec le monde méditerranéen. Séville et sa région constituaient déjà, avant l'arrivée des Romains, une zone à l'activité commerciale active avec les peuples méditerranéens : 
« Elle leur fournissait sans doute des produits agricoles et, probablement aussi, miniers, du cuivre et de l'argent de la Sierra Morena, comme on le sait pour Huelva, et elle recevait en échange des objets manufacturés. »
. En dépit de ces travaux archéologiques, l’histoire de la ville, autre que chronologique, reste méconnue.

### La période romaine

#### Sources

Les différentes phases de la conquête romaine de l’Hispanie.

L'histoire de la ville à l'époque romaine est mieux documentée que celle des périodes antérieures. Les sources littéraires sont nombreuses et de qualité : Strabon, Tite-Live et Jules César, entre autres, évoquent Séville à plusieurs reprises. L'archéologie n'offre en revanche que peu de secours dans une agglomération qui recouvre désormais l'ancienne cité romaine, enfouie à deux ou trois mètres sous le sol. Néanmoins, des découvertes importantes ont été réalisées ces dernières années, lors de fouilles organisées à l'occasion de travaux d'urbanisme ou de restauration de monuments historiques (zone de la Plaza de la Encarnación notamment). Elles ont permis de réels progrès dans la connaissance de la ville romaine et de sa morphologie.

#### Hispalis sujette de Rome (206-45)
En 219 av. J.-C., la prise et la destruction de Sagonte, alliée récente de Rome, par Hannibal Barca déclenchent la deuxième guerre punique. C'est dans ce contexte que Séville est prise par les Carthaginois en -216. 

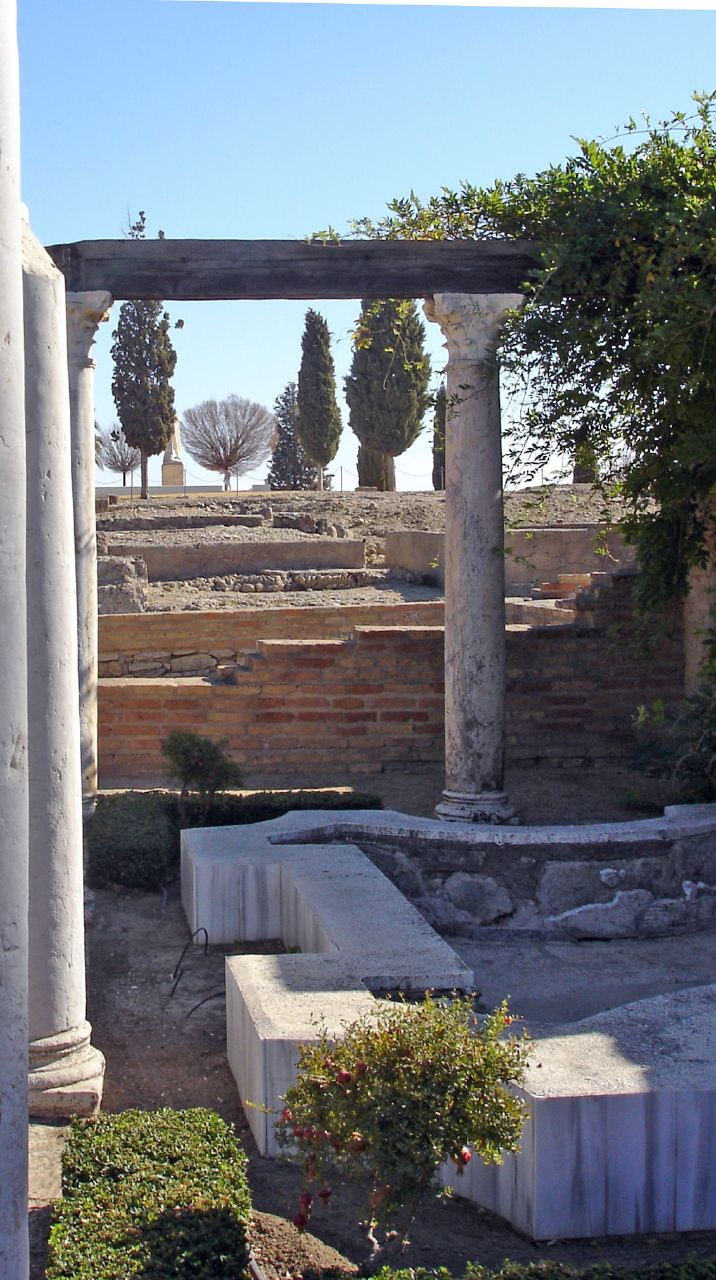
Vue partielle du site d’Italica.

Dix ans plus tard, la victoire à la bataille d'Ilipa permet aux troupes romaines de Scipion l'Africain de s’emparer de la ville en -206. Cette victoire ouvre la voie à la conquête de l'Hispanie tout entière, convoitée pour ses métaux et ses sols fertiles. La première étape de la conquête est marquée par la soumission de l’Hispanie ultérieure, qui deviendra une des régions les mieux intégrées à l'Empire. Les Romains donnent à Ispal le nom d’Hispalis. La reconstruction de la ville commence, tandis que Scipion fonde le premier établissement romain du Sud de la péninsule Ibérique, la colonie d'Italica, aujourd'hui en ruines (commune de Santiponce). La fondation de cette colonie répond à des exigences pratiques, accueillir les vétérans des légions romaines, mais aussi stratégiques : l'installation d'une ville romaine en face d'Hispalis permet de surveiller cette dernière, tout en contrôlant le fleuve Bætis (nom romain du Guadalquivir). Les deux villes acquièrent des caractéristiques propres : à Italica le rôle de lieu de résidence, à Hispalis les fonctions commerciales, artisanales et industrielles.
Selon César (De Bello Civili), dès le Ier siècle av. J.-C., Hispalis est doté d’un forum, d’un port fréquenté par les escadres romaines, ainsi que de chantiers navals. En -49, César devenu maître de Rome après la conquête de la Gaule, dote Hispalis d’une nouvelle enceinte. C’est le début de la renaissance de la ville. 

#### La colonie romaine: Julia Romula Hispalis
Après sa victoire définitive contre Pompée (-48), César confère à Hispalis, en -45 le statut de colonie romaine, nommée Julia Romula Hispalis. Ses habitants libres deviennent des citoyens romains de plein droit. L’octroi de ce privilège est une récompense pour le soutien que la ville a apporté à César contre les pompéiens, mais il témoigne également de la volonté de renforcement de l’élément romain dans une cité à la population encore très autochtone[réf. nécessaire]. 
Hispalis devient alors une des villes les plus importantes de l’Hispanie ultérieure. Son rôle s’accroît davantage encore avec la création par Auguste de la province sénatoriale de Bétique, dont {{|une des juridictions}} lui revient (le chef-lieu étant Cordoue).

#### Un centre économique important
Dès la conquête de l’Hispanie ultérieure par Scipion, Rome exploite les richesses et le potentiel commercial d’une région de plus en plus opulente et romanisée, et dont les cités recevront, à l’instar des autres régions de la péninsule, le Jus Latii (la citoyenneté latine) par Vespasien, puis le Jus Romanorum (la citoyenneté romaine) sous Caracalla. La région est structurée par son fleuve, le Bætis. La Sierra Morena fournit les métaux très recherchés (or, argent, cuivre, fer), les plaines fertiles permettent la culture de la vigne, de l'olivier et des céréales, tandis que les marécages sont orientés vers l'élevage extensif. La mer ouvre, elle, le Sud de la péninsule vers le large, et forme une véritable porte vers le monde méditerranéen. Ces conditions favorisent l’arrivée de colons romains toujours plus nombreux, parmi lesquels de hauts fonctionnaires qui acquièrent de grands domaines agricoles et s’établissent dans des villæ, donnant naissance au système du latifundium, destiné à perdurer dans la région.

Séville bénéficie de cette intense activité commerciale, dont elle devient le centre. Grâce à son port sur le Guadalquivir, elle est ouverte sur le monde et concentre une grande part de la masse des échanges commerciaux de la région, faculté facilitée par le réseau routier qui la relie aux autres grandes villes de la péninsule et surtout à la Sierra Morena. De ses quais sont exportées des matières premières fort convoitées telles que l'huile d'olive, le blé, le vin, mais également les métaux. Forte de sa position géographique incomparable, sur un grand fleuve navigable et entourée d'un arrière-pays aux ressources agricoles et minières considérables, Hispalis se forge une place incontournable dans le système économique de l'Hispanie romaine : 
« Une position géographique si éminemment favorable fit la fortune de Séville dès l'Antiquité. Elle explique l'essor économique de cette cité qui fut vraisemblablement la plus riche de la Bétique et peut-être de toute l'Hispanie. »

#### La grandes invasions et les destructions de la ville

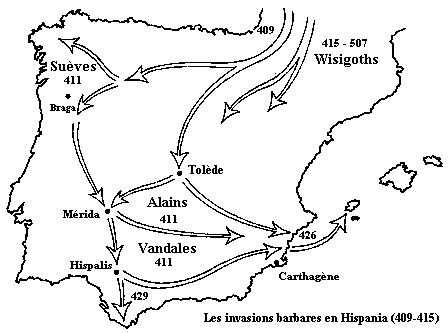
Les grandes invasions dans la péninsule Ibérique.

La crise de l’Empire romain des IVe et Ve siècles ouvre la voie aux grandes invasions des peuples germaniques. Entre 409 et 412, les Suèves envahissent le nord-ouest de la péninsule Ibérique (Galice), tandis que les Alains attaquent à l'est.
Les Vandales pénètrent aussi dans la péninsule Ibérique à cette époque. La branche des Hasdings se rend maître de la Bétique en 411. L’avancée des Wisigoths, alors fédérés envoyés par Rome pour chasser les envahisseurs, contraint l’autre branche des Vandales, les Sillings, à se replier vers le sud en 416 et à se joindre aux Hasdings sous la bannière de Gondéric, qui prend Hispalis en 426. La ville est détruite, les symboles de la présence romaine constituant une cible privilégiée.
Attirés par les richesses de l’Afrique du Nord, et attaqués par les Wisigoths qui progressent dans la péninsule Ibérique, les Vandales se retirent de la Bétique en 429, fondant un royaume en Afrique du Nord.
Avec le reflux des Vandales, les Suèves entreprennent la conquête de la Lusitanie, puis progressent vers le sud et l'est. En 441, emmenés par leur second roi, Rechila, ils prennent Hispalis et la mettent à sac. Ils expulsent l’évêque de la ville, Sabino II, qu’ils remplacent par un des leurs. Ils demeurent dans la région jusqu'à leur défaite face aux Wisigoths en 456, près d'Astorga.

## Haut Moyen Âge

### La conquête de la péninsule par les Wisigoths

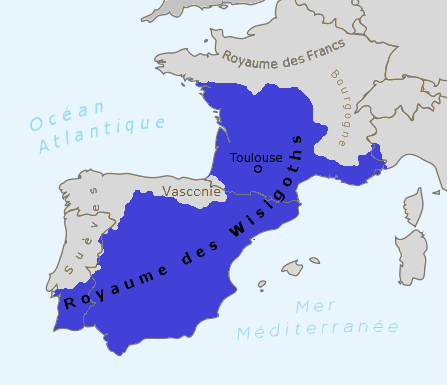
Le royaume des Wisigoths avant la bataille de Vouillé.

La bataille de la rivière Órbigo marque la fin des Suèves en Hispanie et le début de l'emprise des Wisigoths sur la péninsule Ibérique. Peu à peu, ils conquièrent les différentes provinces hispaniques, mais le centre politique de leur royaume reste Toulouse.
Mais après la chute de l'Empire romain d'Occident (476), la Gaule passe peu à peu sous la coupe des Francs, vainqueurs à la bataille de Vouillé (507), marquée par la mort du roi Alaric II. Vaincus, les Wisigoths se replient vers le sud. Geisalic entreprend dès 507 la conquête de l’Hispanie. La cour s'installe à Tolède. La domination wisigothique ne commence toutefois à réellement se faire sentir qu’à partir du règne de Theudis, en 531, le premier roi à résider de manière permanente en Hispanie. 

### Hispalis entre Wisigoths et Byzantins

L’Hispanie byzantine.

Hispalis, rebaptisée « Spali » par les nouveaux occupants, est alors au centre des conflits internes de la royauté wisigothique. En 549, Agila n’est pourtant soutenu que par une portion de la noblesse. Certaines villes lui résistent alors, telles Cordoue, qui ne cède pas au siège qui lui est imposé en 551. Un concurrent au trône, Athanagild, encouragé par une autre faction nobiliaire, reçoit l’appui de Spali en 552. Il fait appel à l’empereur d’Orient, Justinien, pour lui venir en aide. Alléché par la richesse de la Bétique, le Byzantin répond favorablement et envoie ses troupes en renfort d’Athanagild. La coalition met Agila en déroute en 554, ce dernier se réfugie à Mérida, où il est assassiné.
Les Byzantins saisissent l’occasion pour revenir en Bétique, sur laquelle ils font reconnaître leur suzeraineté, avec l’agrément d’une population qui se sent encore largement romaine. 
Hispalis refuse le retour des Wisigoths, qui, rassemblés autour d’Athanagild, n’ont d’autre moyen que de laisser la voie libre à leurs alliés, et refluent plus au nord, faisant de Tolède leur capitale. Hispalis se retrouve alors à la frontière entre le royaume wisigothique et les zones d’occupation byzantines, qui s’étendent de Carmona jusqu’à l’actuelle province de Murcie. Les Hispano-Romains se défendent face aux Wisigoths et organisent durant près de dix ans l’indépendance, en luttant contre Atanagilde jusqu’à sa mort en 567.
Les tentatives des Wisigoths pour remettre la main sur la Bétique restent vaines, jusqu’à ce que Léovigild parvienne à s'emparer de l’actuelle Andalousie en 572. Décidé à installer sa lignée, le roi associe à son règne ses fils Récarède Ier et Herménégild, ce dernier étant nommé en 579 duc de la Bétique, dont Spali est le siège.

### Hispalis (Spali) dans le royaume wisigoth
Le règne de Léovigild est marqué par les dissensions religieuses, qui empêchent la fusion entre les populations autochtones, catholiques, et les envahisseurs goths, de confession arienne. Le monarque tente de convertir la population hispanique, mais n’y parvient pas, malgré la tenue du Concile arien de Tolède en 580.
Ces tensions religieuses sont aiguisées par la conversion d’Herménégild au catholicisme. Dès l’année de célébration du concile, c’est à Spali, ville profondément romaine et catholique, que ce dernier provoque une rébellion. Il se proclame roi, en frappant sa propre monnaie dans la cité. S’appuyant sur le catholicisme pour affirmer son indépendance vis-à-vis de Tolède, il joint à sa cause des villes majeures : Cordoue, Mérida ou encore Évora. Il contrôle de ce fait la quasi-totalité de la Bétique, et la vallée du Guadiana. Il refuse de répondre aux appels de son père, qui le fait mander à Tolède.
La réaction paternelle ne se fait pas attendre. En 582, Léovigild reprend Mérida. En 583, le fief d’Herménégild, Spali, est assiégé durant plus d’un an, et le cours du Guadalquivir est détourné. Il parvient à reprendre la ville, ce qui provoque la fuite d’Herménégild à Cordoue, où il est capturé après un siège. Léovigild triomphe totalement de cette révolte en 584. Herménégild est emprisonné durant plusieurs mois, refusant constamment d’abjurer le catholicisme ; son père finit par le faire décapiter en 585 à Tarragone. Ces luttes religieuses finiront par s’apaiser sous le règne de Récarède Ier, qui, lors du IIIe concile de Tolède en 589 annonce officiellement la conversion de toute sa famille au catholicisme.
La chute brutale d’Herménégild entraîne la mise à l’écart de Spali, son principal soutien, et base de sa révolte. La ville cesse de jouer un rôle essentiel dans le panorama politique et militaire du royaume wisigothique. Elle devient alors un centre culturel et religieux de premier ordre, autour de la figure de ses deux plus illustres archevêques saint Léandre et saint Isidore, son frère. C’est Léandre qui assiste Récarède pour la conversion des Wisigoths au catholicisme, en 589, au concile qu’il présida avec le roi. Il fait de Spali / Séville un des lieux de culture les plus brillants d’Occident, en rassemblant dans sa bibliothèque des manuscrits sacrés et profanes, en provenance de tout le monde méditerranéen. Son frère Isidore, qui lui succède en 601, poursuivit l’œuvre de son aîné, en renforçant le rôle primordial de la ville en matière culturelle. Des écoles épiscopales sont fondées, et d’immenses compilations de connaissances sont entreprises sous son égide par des équipes de copistes. L’ecclésiastique appuie par ailleurs depuis Séville le roi Swinthila qui parvient à chasser définitivement les Byzantins de la péninsule, et à unifier celle-ci sous son égide.

### La conquête musulmane (712-756)
Les troupes musulmanes de Tariq ibn Ziyad, au service de Musa ibn Nusair, débarquent à Gibraltar en avril ou mai 711. Après sa victoire contre les Wisigoths sur les bords du Guadalete, le 19 juillet, Tarik ignore Séville pour se diriger vers Cordoue, puis Tolède.
Musa ibn Nusair, resté jusqu’alors en Afrique, intervient en juin 712, et, plutôt que de rejoindre Tarik à Tolède, se lance à la conquête de cette Bétique oubliée des premiers arrivants. En enlevant les places fortes de Carmona et d’Alcalá de Guadaíra, il encercle Séville, qu’il finit par assiéger et à prendre sans grandes difficultés.
Avant de gagner Tolède, il s’empare de Mérida depuis Séville, où une révolte éclate en son absence. Son fils Abd-al-Aziz est envoyé pour étouffer la rébellion. Alors que Musa progresse vers le nord avant de repartir à Damas (d’où il ne reviendra jamais), son fils installe en 713 sa cour à Séville, renommée Ichbiliya (إشبيلية), qui redevient pour quelques années le cœur de l’activité politique du royaume déchu. Depuis Ichbiliya, Abd-al-Aziz mène de brillantes campagnes, qui lui permettent de conquérir Malaga ou encore Elvira (Grenade).
Accusé d’abus de pouvoir, il est assassiné en 716 sur ordre de Damas. Il est relevé par son cousin durant six mois, avant qu’al-Hurr ibn ‘Abd al-Rahman al-Thakafi ne succède à celui-ci et ne décide de transférer le siège du pouvoir à Cordoue, moins excentrée. Jusqu’à la chute brutale des Omeyyades de Damas en 750, divers gouverneurs nommés par les califes se succèderont à la tête de la nouvelle province musulmane.
En dépit de cette rapide succession à la tête du pouvoir local, ces premières années de présence islamique furent bénéfiques pour Séville. Son organisation municipale fut revue, le port du Bætis (rebaptisé Wad-el-Kevir, le grand fleuve) fut rapproché du centre urbain et réaménagé. Les églises sont souvent converties en mosquées, la muraille dégradée par tant de sièges est consolidée, le palais du gouverneur wisigoth devient résidence émirale… Ce faisant, l’irrigation permet d’initier de grandes plantations autour de la ville, qui favorisent l’installation d’une population locale et étrangère dans les environs immédiats d’Ichbiliya.
Les Juifs, ignorés des Wisigoths ariens, puis persécutés par les catholiques, retrouvent droit de cité et sont associés au pouvoir, tandis que les familles nobles autochtones (restées en nombre dans la ville), tout comme les notables musulmans, se regroupent autour de l’émir Abd-al-Aziz. Les muladis deviennent progressivement majoritaires ; les chrétiens mozarabes s’établissent dans les faubourgs, notamment dans celui de Saint-Vincent. C’est une population très métissée qui peuple l’Ichbiliya d’alors : différentes ethnies et religions se mélangent.

### Le temps de l’émirat de Cordoue

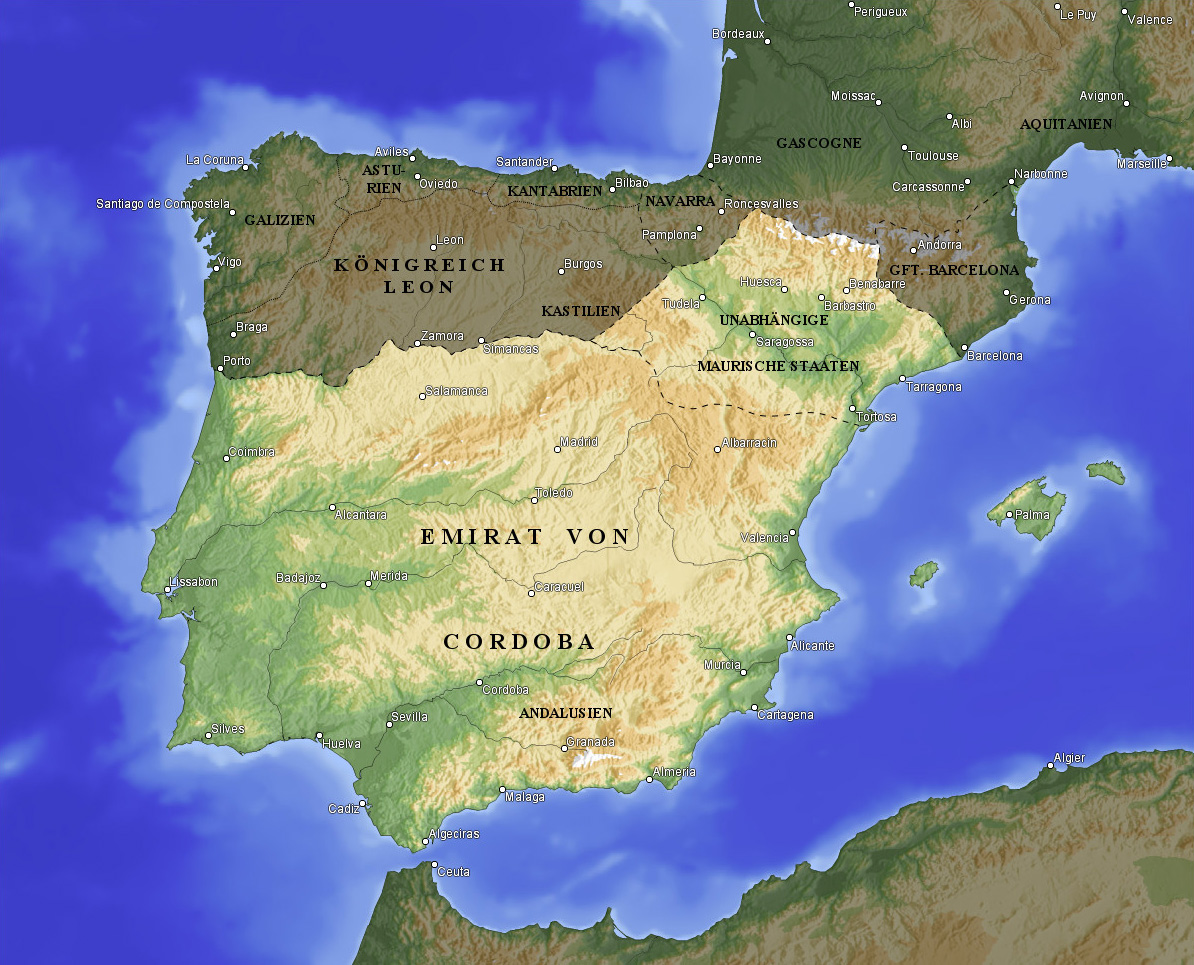
L'émirat de Cordoue vers 910.

En 750, la famille des Omeyyades, régnant sur tout le dar al-islam depuis Damas, est renversée et massacrée par une nouvelle dynastie, les Abbassides. Un des rares survivants de la tuerie parvient à fuir vers la Mauritanie. De là, il décide d’embarquer pour al-Andalus, alors livré aux luttes entre factions berbères et arabes, et mal tenu par l’émir Yusuf al Fihri. Entouré de ses partisans, il débarque en 755 à Almuñécar. Réussissant à rallier des troupes, il entreprend une vaste campagne dans la vallée du Guadalquivir, qui s’achève par la prise de Cordoue en 756. Le jeune Omeyyade est sacré émir, sous le nom d’Abd al-Rahman Ier. Il fonde un émirat qui perdurera jusqu’au Xe siècle.
La fondation de cette nouvelle structure politique unitaire, dont les bases seront solidement assises par l’émir et ses descendants, n’est pas très bien perçue à Ichbiliya. La ville, connue pour ses tendances rebelles, tarde à se soumettre au pouvoir de Cordoue. L’émir doit se présenter en personne pour se faire reconnaître. Les rébellions continueront pourtant par la suite. Ainsi, en 766, une sédition du clan des Yéménites éclate dans la région de Niebla, sous la conduite de Saíd al Matari. Celui-ci se rend maître de la cité du Guadalquivir, avant de se retrancher dans la place forte d’Alcalá de Guadaíra, dont il fut délogé par l’émir, qui le fit abattre.
En dépit de ces luttes à l’encontre du pouvoir de Cordoue, la ville poursuit son développement, marqué par le mélange des populations d’origine diverses, qui exploitent les terres environnantes.
Cette croissance perdure sous les règnes suivants, parallèlement à l’affermissement du pouvoir émiral dans la région. À l’époque d’Abd al-Rahman II (822-852), pour répondre à l’accroissement démographique, l’émir fait bâtir par le cadi de la ville, Umar ibn Adabbas, la première grande mosquée sévillane. Sa construction est menée à partir de 829-830, à l’emplacement actuel de l’église du Divin Sauveur, au cœur du centre commerçant de la cité,.
L'histoire du IXe siècle sévillan est toutefois marquée par les raids normands, qui dévastent l’Europe de l'époque. Ces incursions ont laissé un vif souvenir dans les mémoires locales, comme peuvent en témoigner les chroniques d’alors. En 844, les Vikings parviennent à remonter le cours du Guadalquivir jusqu’à Séville. Devant la menace, le gouverneur fuit vers Carmona, et abandonne la population, qui ne tarde pas à déserter les lieux dans son immense majorité. Les Normands atteignent la cité, réduisent à néant sa modeste flotte, et mettent la ville à sac durant sept jours. Après être allés déposer leur précieux butin en aval, sur l’île de Capdel, à l’embouchure du fleuve, ils regagnent une Séville complètement désertée. La réaction de Cordoue ne se fait pas attendre. Quelques semaines après l’invasion, l’émir fait mander des troupes de tout al-Andalus. Celles-ci font cap vers le sud-ouest. La rencontre principale avec les hordes nordiques a lieu sur le champ de Tablada. La victoire est totale, les envahisseurs sont refoulés en dehors d’al-Andalus, et les quelques groupes de survivants sont maîtrisés, la vie sauve. Ils s’intègreront dans la population locale. Séville est réoccupée par les musulmans, qui exposent fièrement les trophées de leur triomphe.
Afin de se prémunir face à de futurs évènements de ce type, la ville est ceinte d’une nouvelle muraille de pierre, y compris en bordure du fleuve, et l’on y installe des chantiers navals. Ces mesures préventives permirent de faire échouer de nouvelles tentatives d’intrusion en 859, 966 et 971. Les chantiers navals seront d’ailleurs amenés à jouer un rôle de premier ordre dans le système défensif de l’émirat, qui fait appel à leurs services à plusieurs reprises, afin de renforcer la flotte d’al-Andalus à l’occasion d’opérations militaires. C’est notamment le cas en 879, lors d’une offensive contre les royaumes chrétiens du nord, qui se solde d’ailleurs par un échec, après l’anéantissement de la flotte à l’issue d’une tempête maritime.
Au IXe siècle, Ichbiliya est, après Cordoue, la ville la plus prospère d’al-Andalus, grâce à ses terres agricoles et son port au rayonnement considérable, le deuxième du pays après celui de Pechina. Elle traverse les règnes successifs en toute quiétude. Avec sa communauté chrétienne populeuse, elle conserve le siège métropolitain de la Bétique. L’aristocratie arabe domine la cité, ainsi que les terres environnantes, en compagnie des plus riches familles de muladis, auxquelles elle est souvent mêlée par le jeu des mariages. Elle entretient même de bons rapports avec le pouvoir cordouan, qui envoie dans la ville des gouverneurs chargés entre autres de maintenir ces relations cordiales.
Parmi ces puissantes lignées arabes figurent les Banu Khaldun et les Banu Hadjdjadj ; les muladis sont, eux, dominés par les familles Banu Angelino et Banu Savarico. En 889, un conflit entre ces deux camps se fait jour, pour le contrôle de la ville. Ces hostilités sanglantes vont croissant, et les interventions de l’émir sont souvent vaines. Le clan des Arabes finit par l’emporter. Après l’élimination des Banu Khaldun, devenus encombrants, leur ancien allié Ibrahim ibn Hadjdjadj se fait proclamer roi en 899, sur un territoire couvrant toute la région d’Ichbiliya, jusqu’à Carmona. Le roi fraîchement promu, qui peine à reconnaître l’autorité de l’émir, administre brillamment sa ville et s’entoure d’une cour raffinée, qui assure le prestige de Séville. Il finit par reconnaître totalement la suzeraineté d'Abd-Allah en 902.

#### Les événements de 889-902
Les violentes querelles qui animent la région naissent sur un terrain fertile, au début du règne d’Abd Allah (888-912), caractérisé par une fragilisation du pouvoir central. Des foyers de sédition s’éveillent alors partout en al-Andalus.
Kuraib ibn Khaldun, souhaitant profiter de la situation chaotique d’al-Andalus, fuit la ville, pour se constituer un clan composé d’Arabes yéménites et de Berbères, et se lie à d’autres foyers de révolte. À la tête de sa petite coalition, Kuraib entreprend une série d’offensives contre Séville. Se forme alors en réaction une faction adverse, autour des familles muladis de Séville, ralliées par des Arabes et Berbères hostiles aux Banu Khaldun. Obtenant la permission de l’émir pour rétablir l’ordre, les muladis répliquent à leurs adversaires, accentuant de la sorte les tensions, et provoquant le ralliement des Banu Hadjdjadj aux Banu Khaldun.
Le souverain tente une médiation, en envoyant sur place son fils aîné, Muhammad, et un nouveau gouverneur. Une rixe éclate entre ces derniers et les muladis, qui cherchent à conserver leur mainmise sur la cité. Les représentants de l’émir finissent par se retrancher dans leur palais, jusqu’à l’intervention des troupes cordouanes, qui chassent les néo-musulmans de Séville. Les Banu Hadjdjadj et les Banu Khaldun sont rappelés par le gouverneur omeyyade : la ville est en ébullition, et livrée aux massacres. Deux ans se sont écoulés depuis le début des hostilités.
Les deux familles arabes songent désormais à prendre les rênes de la ville, et exécutent le gouverneur, vite remplacé. Des troupes sont envoyées en 895 pour rétablir le calme. Après une campagne de restauration de l’ordre dans la région, l’armée émirale se voit refuser l’accès à la ville. Des hommes sont pris en otage, et presque tous rendus après le versement d’un tribut à l’émir par les nouveaux maîtres d’Ichbiliya. Les deux familles rejettent alors l’autorité de Cordoue, et prennent le commandement de toute la région sévillane.
La bonne entente entre Banu ne dure pas ; les Banu Hadjdjadj finissent par éliminer en 899 leurs anciens alliés, et gouvernent seuls la ville. Ibrahim ibn Hadjdjadj demande l’investiture à l’émir, qui ne la lui refuse pas, tout en gardant captif son fils. S’érige alors un État presque indépendant, gardant ses distances avec son suzerain cordouan. Le nouveau roi assure avec brio son rôle de souverain, et administre sa ville de manière volontaire, en rassemblant autour de lui une petite cour peuplée de poètes, et autres artistes, qui témoignent d’une vive activité culturelle à Ichbiliya. En 902, les relations avec Cordoue se détendent, à la libération du fils du roi de Séville. Ce dernier consent dès lors à verser un tribut de vassalité à son suzerain, à lui fournir des troupes et à cesser de soutenir les autres foyers de rébellion d’Andalousie. Il meurt en 910-911 ; ses deux fils lui succèdent, l’un à Carmona, l’autre à Séville.

## Moyen Âge

### Le temps du califat de Cordoue
À l’arrivée au pouvoir d’Abd al-Rahman III (912-961), l’Émirat omeyyade se trouve morcelé en une multitude de bastions autonomes. Le nouvel émir définit aussitôt ses objectifs : restaurer l’autorité mise à mal du gouvernement central.
Ichbiliya est gouvernée depuis 911 par un des fils d’Ibrahim, Abd al-Rahmân. En 913, son frère, Muhammad, qui a lui hérité de Carmona, assassine son aîné afin de régner sur Séville. Son crime ne lui est cependant d’aucune utilité, puisqu’un de ses cousins, Ahmad, prend le pouvoir. Muhammad fait appel à l’émir pour lui venir en aide. Celui-ci refuse : Séville tient à cœur à Abd al-Rahman III, elle est l’une des perles de son royaume, et son retour dans le giron de Cordoue est une de ses priorités.
Dès 913, l’émir envoie son armée à Ichbiliya. Informé de la manœuvre, Ahmad fait appel à un rebelle de l’est, Ibn Hafsun, qui tient tête à Cordoue depuis plusieurs années. Celui-ci est repoussé avant même d’avoir gagné Séville. La ville, dont la population se soulève en soutien de son roi, est assiégée. Les troupes locales affrontent la puissante armée envoyée par Abd al-Rahmân III sur le champ de Triana. La victoire est écrasante. Le 21 décembre, les Omeyyades reprennent solennellement la ville. Muhammad demande à être reconnu roi, ce que se refuse à accorder l’émir : Séville a repris sa pleine place dans l’ensemble émiral, et l’ère des petits États autonomes est terminée. Le prétendant frustré tentera une nouvelle offensive en 914, sans succès. La ville est à présent sous le contrôle de Cordoue. L’émir, proclamé calife en 929, a atteint son objectif, en restaurant son autorité sur al-Andalus, à nouveau unifié sous la bannière omeyyade.
L’émir châtie néanmoins la ville pour son effronterie : ses murailles sont abattues. Ichbiliya est désormais une ville ouverte, privée de défenses. Les armées califales se tiennent toutefois prêtes à intervenir en cas de danger. La cité du Guadalquivir continue d'assumer un important rôle dans le dispositif militaire du pays, et ses chantiers navals fournissent les navires à la flotte d'Abd al-Rahmân III. Ses escadres sont notamment sollicitées pour le contrôle du détroit, et repousser d'éventuelles intrusions normandes ou fatimides. Par ailleurs, le pouvoir central conforte sa présence locale, en faisant bâtir un nouveau palais fortifié, le Dar al-Imara, le palais du gouverneur, sur lequel s’élèvent aujourd’hui les Reales Alcázares. À l'exception d'une modeste rébellion, vite réprimée par Al-Hakam II en 974, la cité ne manifeste aucune velléité séditieuse. Durant toute la période califale, elle reste dans l’ombre de la capitale, Cordoue, qui atteint à cette époque son apogée ; elle tire néanmoins profit de l’activité culturelle de sa voisine.

### La taïfa de Séville
La mort d’Almanzor en 1002 signe le début de la désintégration du Califat omeyyade de Cordoue. Durant une vingtaine d’années, le pays est en proie aux luttes intestines pour le pouvoir. Cette époque de révolution, appelée la fitna, va permettre à Séville de prendre sa revanche sur Cordoue, et de s’arroger le pouvoir sur une bonne partie de l’Andalousie.
Alors que Cordoue est livrée à la guerre civile, et qu’al-Andalus se désintéresse à présent de son ancienne capitale, Séville fait le choix de s’en remettre à un nouveau prince, qui lui offre l’indépendance : Abú al-Qasim Muhammad ibn Abbad, de la famille des Banu Abbad, établie céans depuis la conquête du VIIIe siècle. Cadi de la ville, il gagne sa popularité en repoussant les attaques des Berbères. S’appuyant sur l’aristocratie locale, avec laquelle il projetait de gouverner, il se proclame roi de Séville et de sa taïfa en 1023.
Sous le nom d’Abbad Ier (1023-1042), il fonde la dynastie des Abbadides. Cette lignée va présider aux destinées du royaume jusqu’en 1091, avec à sa tête le fils et le petit-fils du fondateur, Abbad II al-Mutadid (1042-1068) et Abbad III al-Mutamid (1068-1091). Cette époque est l’une des plus florissantes de l’histoire de la ville, capitale d’une des nombreuses taïfas qui composent désormais al-Andalus.
Al-Mutalid, à la tête d’une solide armée, incorpore les taïfas voisines : Ronda, Morón de la Frontera, Carmona, Arcos. Al-Mutamid poursuit sur la voie tracée par son géniteur, en rattachant les taïfas de Huelva, Saltes, Niebla… En 1070, il annexe la taïfa de Cordoue, parvenant ainsi à étendre sa domination du Guadalquivir jusqu’au Guadiana. Murcie passe sous leur commandement en 1071. Le territoire que domine Séville constitue désormais le plus puissant royaume musulman de la péninsule.
Ichbiliya devient un centre culturel éminent, qui tente de rivaliser avec le prestige de la Cordoue omeyyade. Al-Mutalid et surtout al-Mutamid sont deux rois poètes, qui rassemblent autour d’eux une cour cultivée, où les arts et les lettres sont pratiqués à l’envi. Ils embellissent leur capitale, rebâtissent les remparts, font construire bains et mosquées, et réaménagent totalement le Dar al-Imara du Xe siècle, qui est agrandi, et flanqué d’une puissante alcazaba. La famille princière et les notables suivent cette tendance au raffinement.
Le Cid à Séville

Le morcellement politique d’al-Andalus favorise toutefois les royaumes chrétiens du Nord, qui parviennent à soumettre les taïfas au paiement de tributs, les parias, en échange de leur neutralité. Al-Mutalid, malgré sa puissance, ne peut empêcher Ferdinand Ier de Castille de descendre le long du Guadalquivir et de parvenir aux portes de Séville, en 1063. Après tant de campagnes, le royaume est épuisé, et le roi musulman doit se soumettre au Castillan. Il versera désormais un tribut à la puissance émergente du Nord de la péninsule, ce qui n’améliore pas sa situation économique, et favorise l'émergence d'un mécontentement au sein de la population soumise à une pression fiscale croissante.
La conquête de Tolède en 1085 révèle des intentions bien plus belliqueuses de la part des Castillans. La nouvelle de la chute de la ville du Tage produit un immense espoir en Occident, tout autant qu’elle alerte le monde musulman. Effrayés par cette avancée, Al-Mutamid, Abd-Allah de Grenade et Al-Mutawakilt de Badajoz font appel aux Almoravides basés au Maghreb, pour s’assurer de disposer de renforts suffisants face à la menace du Nord. Les Berbères accèdent à la pétition andalouse, en promettant de respecter l’indépendance des taïfas. Après deux campagnes victorieuses en 1086 et 1088, les troupes de Yusuf décident d’envahir al-Andalus en 1090 : les principales taïfas tombent dans l’escarcelle almoravide les unes après les autres. Séville est conquise en 1091, pillée et incorporée à l’empire maghrébin, dont la capitale est basée à Marrakech, bien loin du Guadalquivir. Al-Mutamid, à l’origine de l’intervention des Africains, est déporté à Tanger, où il décède en 1095. La grande époque du royaume de Séville est terminée.

### Le temps des Almoravides

L’Empire almoravide.

Le mouvement almoravide naît dans les années 1030 au Maghreb. Après la prise en main du Maroc actuel, le calife Youssef Ibn Tachfin intervient en al-Andalus, à l'appel de plusieurs rois de taïfas, dont Al-Mutamid de Séville, alertés par l'avancée des royaumes chrétiens du Nord. Après deux campagnes menées en 1086 et 1088, les Almoravides décident de soumettre, à partir de 1090, la totalité des taïfas, qui tombent peu à peu dans leur escarcelle.
Séville est conquise dès 1091, et intègre l'empire maghrébin, dans lequel elle perd tout rôle politique central. Sa population ne connaît pas de bouleversement particulier : les 100 000 immigrés estimés en provenance du Maghreb, volontairement coupés de la population autochtone, s'installent prioritairement dans les zones périurbaines et rurales. Les Almoravides réorganisent l'administration, mais Séville conserve son cadi, qui dirige la cité avec le gouverneur.
Les Almoravides connaissent vingt ans de succès. Toutefois, le cours des évènements s’infléchit dès 1118 et la prise de Saragosse. Dès lors, les incursions chrétiennes se font plus fréquentes et plus audacieuses : ainsi, en 1132 et 1133, Alphonse VII de Castille pénètre en territoire musulman et approche de Séville, dont les terres environnantes sont saccagées. Nombreux sont à cet instant les mozarabes qui quittent la ville pour suivre le Castillan. Peu à peu, les dissensions internes à al-Andalus et les troubles au Maghreb fragilisent l'édifice almoravide, qui finira par s'effondrer avec l'arrivée des Almohades en 1147.
La vie à Séville à cette époque est plutôt mal renseignée. La source essentielle est le traité de Hisba de Muhammad ibn Ahmad ibn Abdûn, rédigé au début de la présence almoravide. Il s'agit d'une sorte de règlement de police du marché, qui détaille, entre autres, les différentes fonctions du pouvoir local, et la vie sévillane de l'époque. On y signale une vie commerciale très active, animée par de nombreux artisans et commerçants. Les Almoravides développent notamment les échanges avec le Maghreb, Marrakech constituant le cœur commercial de l’empire, et l'Égypte. Le port dynamique de Séville traite ainsi avec celui d'Alexandrie. La région demeure également l'une des principales zones de production céréalière de l'époque. Les Almoravides ne sont pas connus comme ayant bouleversé la physionomie de la cité. Certains historiens estiment que Séville leur doit la construction d'une nouvelle enceinte ; il semble néanmoins plus probable que ces travaux aient été menés sous les Almohades.

### Le temps des Almohades

Les Almohades dans la péninsule Ibérique.

Dès 1121, Ibn Toumert fonde le mouvement almohade qui s'oppose au pouvoir almoravide, lequel finit par se désintégrer. La situation favorise la création de nouvelles taïfas en al-Andalus à partir de 1142. Rendus maîtres du Maghreb, les Almohades débarquent dans la péninsule Ibérique, en 1147 et entament la conquête d’al-Andalus : Séville tombe cette même année. La ville est attaquée à plusieurs reprises : en 1173, en 1177, en 1178 et en 1181. Les Almohades dominent le panorama militaire durant plusieurs décennies ; néanmoins, leur lourde défaite à Las Navas de Tolosa en 1212 signe la chute de leur empire à moyens termes, et le début de la conquête de l'Andalousie par la Castille.

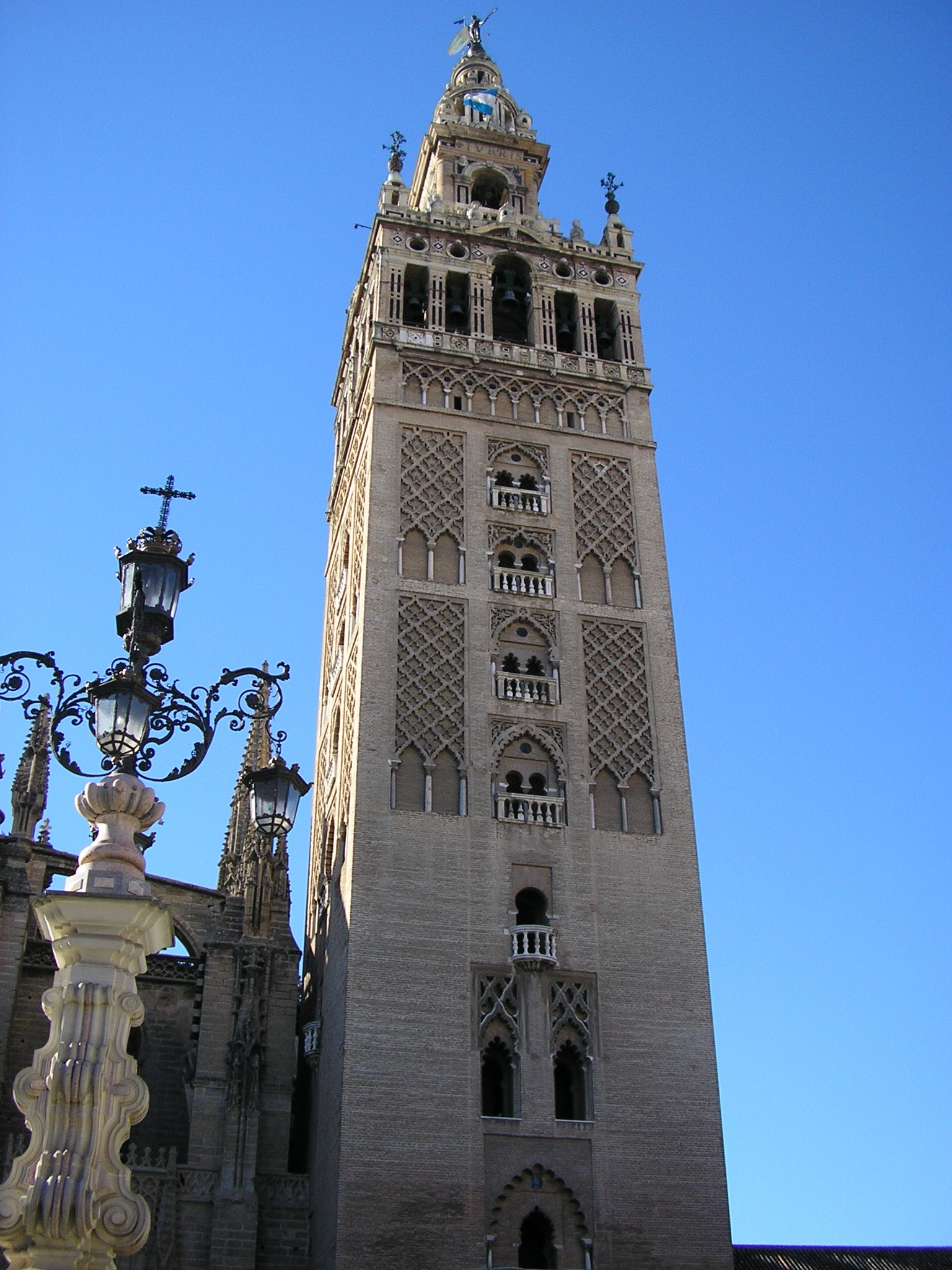
La Giralda, symbole de la présence almohade à Séville.

En dehors des évènements militaires, la rareté des sources rend difficile une connaissance précise de l'histoire de la période almohade. Le règne d'Abu Yusuf (1184-1199) constitue l'apogée de la dynastie en al-Andalus. Séville est toutefois marquée par le règne d’Abu Yaqub Yusuf. D'abord gouverneur de Séville, il est proclamé calife en 1163 et séjourne dans la cité andalouse de 1171 à 1176. Il fait considérablement embellir la ville, afin de lui donner l'allure que réclame son statut de capitale de la partie européenne de l’empire. En 1172, il ordonne la construction d'une nouvelle grande mosquée face à l'alcázar, mosquée dont le minaret, la Giralda, bâtie entre 1184 et 1198, constitue aujourd'hui le plus éclatant héritage. Il fait également agrandir ses palais, en doublant la surface de l'alcázar et en modifiant le palais et les jardins de la Buhaira, à l'extérieur de la muraille (aujourd’hui détruits). Outre ces embellissements, le calife ordonne la réalisation de travaux publics d'utilité collective. En 1171 est construit un pont flottant, en 1172 sont restaurés les Caños de Carmona, ancien aqueduc romain, destinés à alimenter la Buhaira et Séville. Enfin, il semble que la cité lui doive l'édification d'une nouvelle enceinte en pisé, dotée de quinze portes, complétée plus tard par une barbacane, un fossé et la tour de l’Or dans les années 1220.
Séville constitue avec Marrakech une des deux capitales de l'Empire almohade, dont elles sont, avec Rabat, les fleurons. Les contacts entre les deux villes sont constants et tendent à se renforcer avec le temps, dans les domaines politique, militaire et culturel. Le personnel de l'administration passe d'une ville à l'autre, à l'image d'Abu Yaqub Yusuf lui-même. Grâce à son port et à sa situation géographique, la ville est également un des principaux points de concentration des troupes. Les Andalous rechignant à se joindre aux armées, les Almohades sont en effet contraints de faire venir leurs hommes depuis le Maghreb. Séville est alors une ville immense, peuplée vraisemblablement par 83 000 habitants, répartis en quartiers plus au moins autonomes organisés autour d'une mosquée. La ville est par ailleurs un pôle économique de tout premier ordre, dont le principal atout n'est autre que son port. Dotée d'une qaysâriyya, édifice destiné à héberger les commerçants et à abriter leurs marchandises, elle s'équipe en 1184 d'arsenaux, et signe des accords avec Gênes et Pise. Séville représente par ailleurs un des hauts foyers culturels d'al-Andalus aux côtés de Cordoue.

### Séville à partir de la reconquête chrétienne (1248-1492)
En 1236, l'armée castillane s'empare de Cordoue et en 1248, de Séville.
L'Andalousie n'est cependant pas entièrement reconquise par les chrétiens. Il reste une zone musulmane, le royaume de Grenade, qui est reconquis en 1492, après dix ans de guerre (prise de Grenade le 3 janvier 1492).

## Temps modernes
Aussitôt après la fin de la Reconquista, les Rois catholiques lancent la Castille et l'Aragon vers l'outre-mer, en missionnant le 17 avril 1492, par les capitulations de Santa Fe, Christophe Colomb pour atteindre les Indes (l'Asie) en traversant la mer Océane, alors que les Portugais ont déjà atteint le cap de Bonne-Espérance et l'océan Indien.
Colomb n'atteint pas les Indes, mais découvre en octobre 1492 quelques îles des Caraïbes, notamment Hispaniola, qui devient la première base de la colonisation espagnole du nouveau monde (Cuba est conquise en 1511, le Mexique en 1521, le Pérou en 1532).
En 1503, Séville devient le centre administratif des possessions espagnoles dans le nouveau monde avec l'établissement de la Casa de Contratación, qui s'occupe notamment des arrivées d'argent issu des mines du Mexique et du Pérou.

## Époque contemporaine
En 1936, Séville est une des premières grandes villes à tomber aux mains des rebelles nationalistes du général Franco, menés sur place par le général Queipo de Llano, qui réussit un coup de main inattendu dans une région largement républicaine.